# ルーマニアサッカー連盟
ルーマニアサッカー連盟（ルーマニアサッカーれんめい、ルーマニア語: Federaţia Română de Fotbal, 英語: Romanian Football Federation）は、ルーマニアにおけるサッカーを統括する競技運営団体。国際サッカー連盟（FIFA）と欧州サッカー連盟（UEFA）に加盟している。

## 代表
- サッカールーマニア代表
- サッカールーマニア女子代表
- フットサルルーマニア代表

## 主な運営大会
- リーガ1
- リーガ2
- リーガ3
- クパ・ロムニエイ
- スーペルクパ・ロムニエイ